# Mary Parker
Para otras personas llamadas Mary Parker, ver Mary Parker (desambiguación)
Mary Parker Follett (Quincy (Massachusetts), 3 de septiembre de 1868-Boston, 18 de diciembre de 1933) fue una trabajadora social, consultora y autora de libros sobre la democracia, las relaciones humanas y la administración. Trabajó como teórica de la administración y la política, introduciendo frases tales como resolución de conflictos, poder y autoridad y la labor del liderazgo. Junto con Lillian Gilbreth, fue una de las más relevantes pioneras en las teorías clásicas de gestión. Follet es conocida como "la madre de la gestión moderna". 

## Labor y aportes de Mary Parker Follett
Mary Parker Follett publicó varios libros en las tres décadas siguientes a su graduación, entre los que se incluyen:
- The Speaker of the House of Representatives ("El Vocero de la Cámara de Representantes", 1896)
- The New State ("El Nuevo Estado", 1918)
- Creative Experience ("Experiencia Creativa", 1924)
- Dynamic Administration ("Administración Dinámica", 1941) (esta colección de disertaciones y artículos breves fue publicada póstumamente)

Parker Follett sugirió que las organizaciones funcionan bajo el principio del poder "con", y no del poder "sobre". Reconoció que la naturaleza holística de la comunidad, y desarrolló aún más la idea de "relaciones recíprocas" en el entendido para el entendimiento de los aspectos dinámicos del individuo en su relación con otros. También defendió el principio de integración y de "compartir el poder". 
Sus ideas sobre la negociación, el poder y la participación del empleado, influyeron en el desarrollo de los estudios organizacionales. Parker Follett también fue una pionera de los centros comunitarios.